# IC 2031
IC 2031 ist eine Spiralgalaxie vom Hubble-Typ Sab im Sternbild Eridanus südlich des Himmelsäquators. Sie ist schätzungsweise 213 Millionen Lichtjahre von der Milchstraße entfernt und hat einen Durchmesser von etwa 30.000 Lj.
Entdeckt wurde das Objekt von Edward Barnard Ende des 19. Jahrhunderts.